# 茨城県信用組合
茨城県信用組合（いばらきけんしんようくみあい、英: The Ibaraki-ken Credit Cooperative）は、茨城県水戸市に本店を置く信用組合である。略称はけんしん。
近畿産業信用組合とともに、預金残高が1兆円を超えている日本最大規模の地域信用組合。2012年、25年ぶりに理事長が交代し、副理事長を務めていた渡辺武が4代目の理事長に就任。それまで理事長を務めていた幡谷祐一は代表権のある会長職に就いた。
自治体の指定金融機関業務として、常陸大宮市より常陽銀行、筑波銀行と輪番で受託している。

## 沿革[4]
- 1950年（昭和25年）11月25日 - 茨城県商工信用組合として設立
- 1956年（昭和31年）6月 - 大津信用組合を合併
- 1983年（昭和58年）9月 - 名称を茨城県信用組合に変更
- 1990年（平成2年）4月 - 大子信用組合を吸収合併
- 1998年（平成10年） - 幡谷祐一理事長（当時）が全国信用協同組合連合会の会長に就任
- 2003年（平成15年）- 全国信用組合共同センター（SKC）に加盟
- 2004年（平成16年）
  - 事業所内保育園を開設
  - 1月13日 - 日立、勝田両信用組合と合併、合併後の名称を茨城県信用組合とする
  - 4月 - 女性のみで構成される店舗を新設
- 2005年（平成17年） - 預金量1兆円を達成
- 2006年（平成18年）1月4日 - 出産祝い金制度を新設
- 2008年（平成20年） - 農林水産部を新設
- 2010年（平成22年） - ICキャッシュカード取り扱い開始